# Kilkerran Castle
Kilkerran Castle ist eine Burgruine bei Campbeltown in der schottischen Council Area Argyll and Bute.

## Geschichte
Einen Donjon ließ König Jakob IV. 1490 zur Aufnahme einer Garnison zur Unterdrückung des Clan MacDonald errichten.
Weitere Befestigungsarbeiten beauftragte König Jakob V. während einer Reise zu den Inseln im Jahre 1536 gegen die MacDonalds und andere aufständische Clans.
Als der König von Kilkerran (heute Campbeltown) absegelte, nahm Alexander MacDonald, 5. von Dunnyveg, Kilkerran Castle mit Gewalt ein und ließ den Gouverneur der Burg vor den Augen des Königs von den Mauern herabhängen. In der Folge wurde Alexander MacDonald nach Stirling beordert, wo er 1538 verstarb.

## Heute
Die Ruine der Burg ist heute in eine Gartenmauer integriert und Historic Scotland hat sie zusammen mit dem angrenzenden Bauernhof als historisches Bauwerk der Kategorie C gelistet.